# Pholcus chattoni
Pholcus chattoni är en spindelart som beskrevs av Jacques Millot 1941. Pholcus chattoni ingår i släktet Pholcus och familjen dallerspindlar. Inga underarter finns listade i Catalogue of Life.